# Gelkenes Molen
De Gelkenes Molen is een van de drie wipmolens die aan de Molenkade in Groot-Ammers, in de Nederlandse gemeente Molenlanden, langs het water van de Ammersche Boezem staan. De molen dateert uit 1596 of eerder en bemaalde tot 1965 de Polder Liesveld (tot de samenvoeging in 1760 bemaalde de molen de polder Gelkenes). In de Gelkenes Molen bevindt zich een woning. De molen is in 1979/1980 gerestaureerd en met de molen bemaalt men op vrijwillige basis de polder Liesveld. De Gelkenes Molen is een van de weinige molens in Nederland die nog met potroeden draait. De molen, eigendom van de SIMAV, is uitsluitend op afspraak te bezoeken.

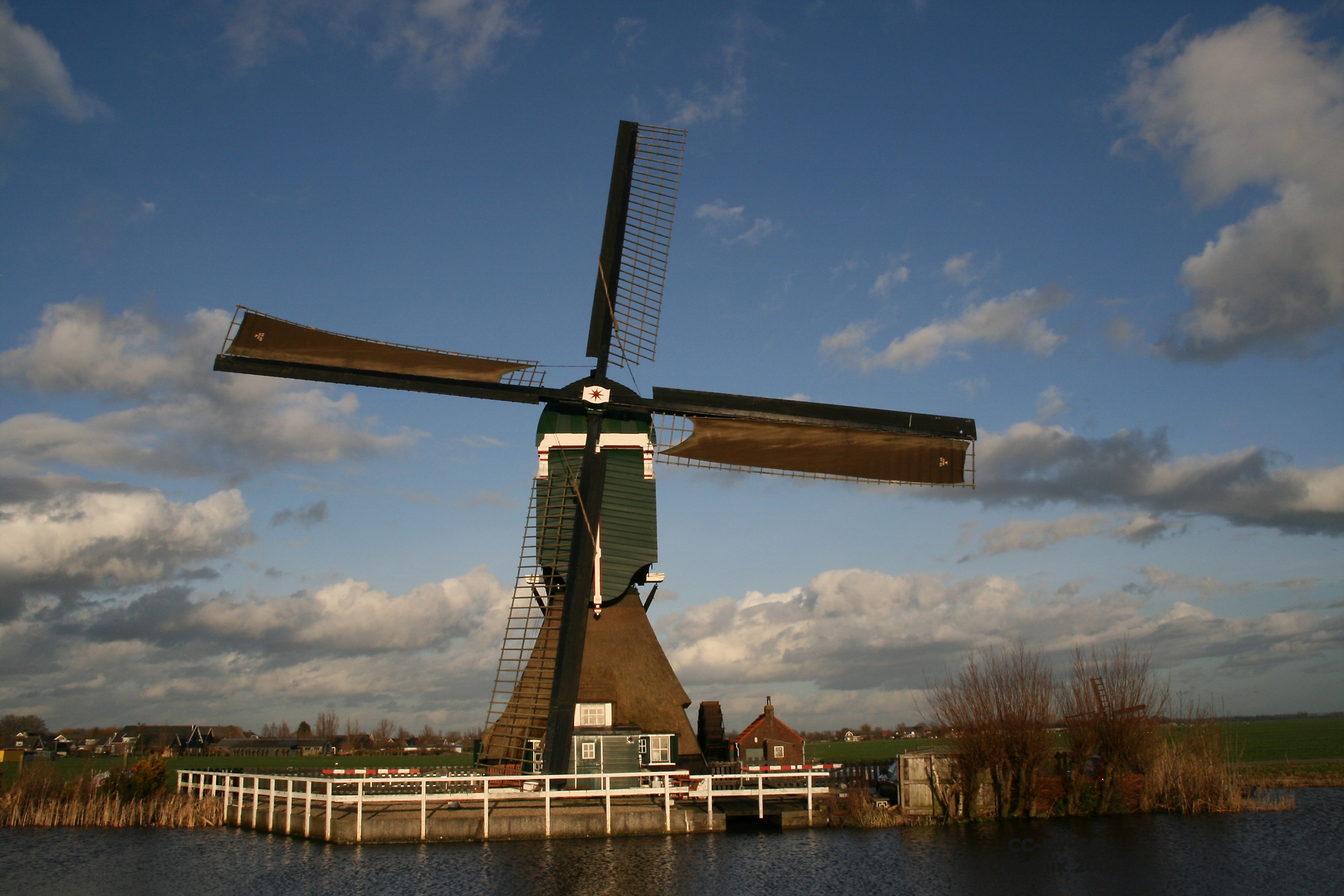
Zicht vanaf de overzijde van het water

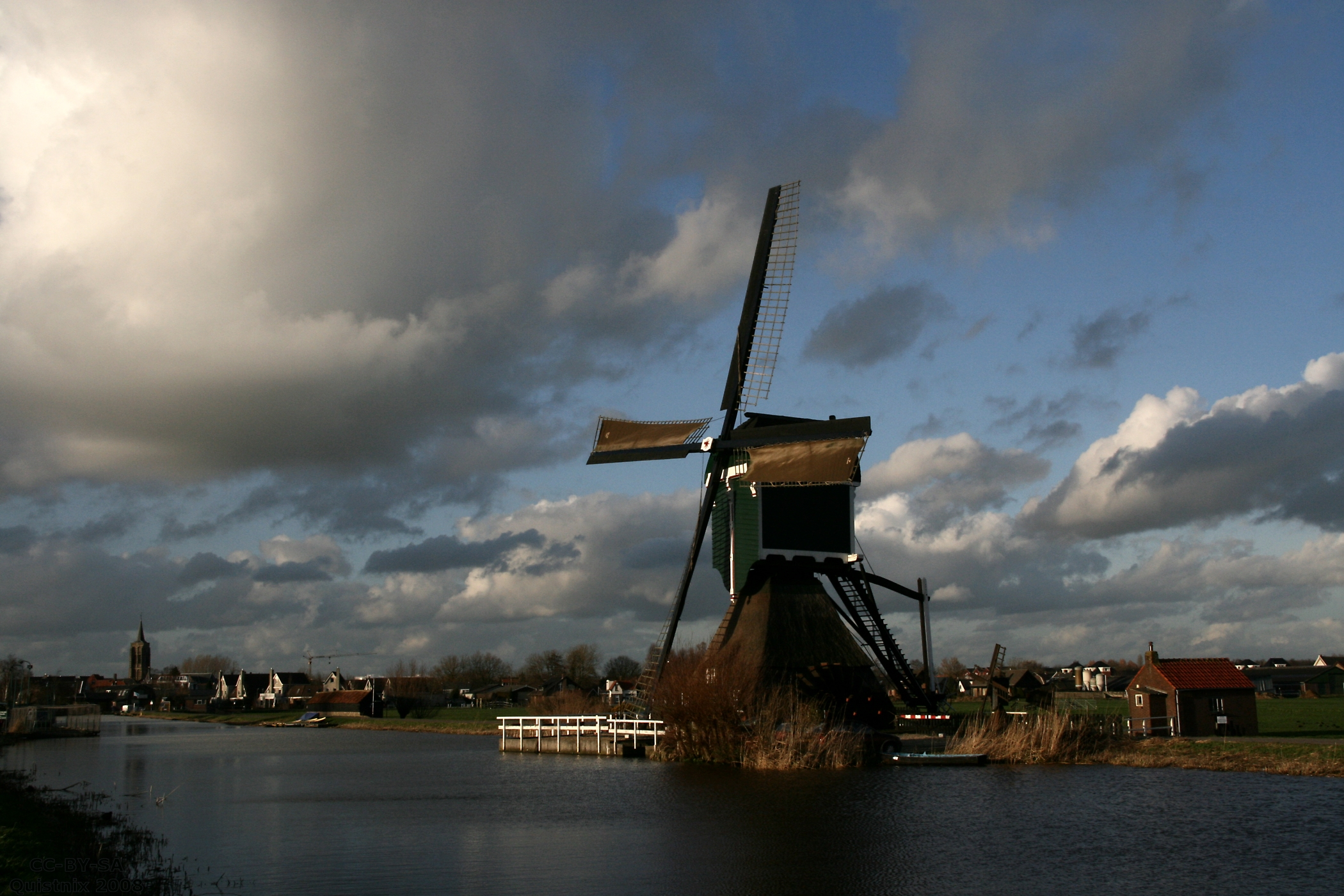
De molen met op de achtergrond Groot-Ammers